# NHL Plus/Minus Award
NHL Plus/Minus Award - je to individuální cena udělovaná každou sezónu hráči, který má nejlepší statistiky plus/minus v základní části dané sezóny. Plus/minus - je to rozdíl mezi vstřelenými a obdrženými brankami v době kdy byl hráč na ledové ploše

## Listina vítězů NHL Plus/Minus Award
| NHL Plus/Minus Award - (vítěz plus/mínus) |                               |                                        |
| Sezóna                                    | Hráč                          | Tým                                    |
| 1982–1983                                 | Charlie Huddy                 | Edmonton Oilers                        |
| 1983–1984                                 | Wayne Gretzky                 | Edmonton Oilers                        |
| 1984–1985                                 | Wayne Gretzky                 | Edmonton Oilers                        |
| 1985–1986                                 | Mark Howe                     | Philadelphia Flyers                    |
| 1986–1987                                 | Wayne Gretzky                 | Edmonton Oilers                        |
| 1987–1988                                 | Brad McCrimmon                | Calgary Flames                         |
| 1988–1989                                 | Joe Mullen                    | Calgary Flames                         |
| 1989-1990                                 | Paul Cavallini                | St. Louis Blues                        |
| 1990–1991                                 | Marty McSorley Theoren Fleury | Los Angeles Kings Calgary Flames       |
| 1991–1992                                 | Paul Ysebaert                 | Detroit Red Wings                      |
| 1992–1993                                 | Mario Lemieux                 | Pittsburgh Penguins                    |
| 1993–1994                                 | Scott Stevens                 | New Jersey Devils                      |
| 1994–1995                                 | Ron Francis                   | Pittsburgh Penguins                    |
| 1995–1996                                 | Vladimir Konstantinov         | Detroit Red Wings                      |
| 1996–1997                                 | John LeClair                  | Philadelphia Flyers                    |
| 1997–1998                                 | Chris Pronger                 | St. Louis Blues                        |
| 1998–1999                                 | John LeClair                  | Philadelphia Flyers                    |
| 1999–2000                                 | Chris Pronger                 | St. Louis Blues                        |
| 2000–2001                                 | Joe Sakic Patrik Eliáš        | Colorado Avalanche New Jersey Devils   |
| 2001–2002                                 | Chris Chelios                 | Detroit Red Wings                      |
| 2002–2003                                 | Peter Forsberg Milan Hejduk   | Colorado Avalanche                     |
| 2003–2004                                 | Martin St. Louis Marek Malík  | Tampa Bay Lightning Vancouver Canucks  |
| 2004–2005                                 | Stávka v NHL                  | Stávka v NHL                           |
| 2005–2006                                 | Wade Redden Michal Rozsíval   | Ottawa Senators New York Rangers       |
| 2006–2007                                 | Thomas Vanek                  | Buffalo Sabres                         |
| 2007–2008                                 | Pavel Dacjuk                  | Detroit Red Wings                      |
| 2008–2009                                 | David Krejčí                  | Boston Bruins                          |
| 2009–2010                                 | Jeff Schultz                  | Washington Capitals                    |
| 2010–2011                                 | Zdeno Chára                   | Boston Bruins                          |
| 2011–2012                                 | Patrice Bergeron              | Boston Bruins                          |
| 2012–2013                                 | Pascal Dupuis                 | Pittsburgh Penguins                    |
| 2013–2014                                 | David Krejčí                  | Boston Bruins                          |
| 2014–2015                                 | Nikita Kučerov Max Pacioretty | Tampa Bay Lightning Montreal Canadiens |
| 2015–2016                                 | Tyler Toffoli                 | Los Angeles Kings                      |
| 2016–2017                                 | Ryan Suter Jason Zucker       | Minnesota Wild                         |
| 2017–2018                                 | William Karlsson              | Vegas Golden Knights                   |
| 2018–2019                                 | Mark Giordano                 | Calgary Flames                         |
| 2019–2020                                 | Ryan Graves                   | Colorado Avalanche                     |
| 2020–2021                                 | Leon Draisaitl                | Edmonton Oilers                        |
| 2021–2022                                 | Johnny Gaudreau               | Calgary Flames                         |
| 2022–2023                                 | Hampus Lindholm               | Boston Bruins                          |
| 2023–2024                                 | Gustav Forsling               | Florida Panthers                       |
| 2024–2025                                 | Ryan McDonagh                 | Tampa Bay Lightning                    |
| Zdroj na eliteprospects.com               |                               |                                        |

## Statistika Plus/Minus před ustanovením ceny
| Sezóna    | Hráč                      | Tým                                |
| --------- | ------------------------- | ---------------------------------- |
| 1967–1968 | Dallas Smith              | Boston Bruins                      |
| 1968–1969 | Bobby Orr                 | Boston Bruins                      |
| 1969–1970 | Bobby Orr                 | Boston Bruins                      |
| 1970–1971 | Bobby Orr                 | Boston Bruins                      |
| 1971–1972 | Bobby Orr                 | Boston Bruins                      |
| 1972–1973 | Jacques Laperriere        | Montreal Canadiens                 |
| 1973–1974 | Bobby Orr                 | Boston Bruins                      |
| 1974–1975 | Bobby Orr                 | Boston Bruins                      |
| 1975–1976 | Bobby Clarke              | Philadelphia Flyers                |
| 1976–1977 | Larry Robinson            | Montreal Canadiens                 |
| 1977–1978 | Guy Lafleur               | Montreal Canadiens                 |
| 1978–1979 | Bryan Trottier            | New York Islanders                 |
| 1979–1980 | Jim Schoenfeld Jim Watson | Buffalo Sabres Philadelphia Flyers |
| 1980–1981 | Brian Engblom             | Montreal Canadiens                 |
| 1981–1982 | Wayne Gretzky             | Edmonton Oilers                    |